# 马雷克·施皮拉尔
马雷克·施皮拉尔 （Marek Špilár，1975年2月11日—2013年9月7日）是一名斯洛伐克足球运动员。他曾效力於斯洛伐克球隊VSS高斯錫足球會，並且幫助球隊奪得全国联赛冠军，并且效力於比利时球隊皇家布魯日足球會期間也幫助球隊奪得两个联赛冠军。他还曾效力於捷克共和国和日本的俱乐部。 
1997年至2002年期間，马雷克·施皮拉尔代表斯洛伐克國家足球隊出場30 次。 
2013年9月，马雷克·施皮拉尔跳樓身亡，當時他從位於普雷绍夫的一座公寓的五楼跳下，享年38岁。 